# The Twilight Saga: Eclipse (soundtrack)
The Twilight Saga: Eclipse - Original Motion Picture Soundtrack is de originele soundtrack van de film The Twilight Saga: Eclipse uit 2010. Het album werd op 8 juni 2010 uitgebracht.
Het album bevat alternatieve rock en indie pop die in de film is gebruikt en werd geproduceerd door Alexandra Patsavas en Paul Katz. Op het album staat ook één nummer met de originele filmmuziek van Howard Shore. Het album werd door Chop Shop Records uitgebracht in samenwerking met Atlantic Records en ontving vier sterren op de AllMusic Rating. Het album kwam op de tweede plaats binnen in de Amerikaanse Billboard 200 waarvan de eerste week 146.000 exemplaren van zijn verkocht. Het album ontving in 2011 een Grammy Award nominatie (beste verzamelalbum voor film en televisie).

## Nummers
| Nr. | Titel                                    | Artiest(en)                      | Duur |
| --- | ---------------------------------------- | -------------------------------- | ---- |
| 1   | Eclipse (All Yours)                      | Metric                           | 3:45 |
| 2   | Neutron Star Collision (Love Is Forever) | Muse                             | 3:50 |
| 3   | Ours                                     | The Bravery                      | 3:50 |
| 4   | Heavy in Your Arms                       | Florence and the Machine         | 4:44 |
| 5   | My Love                                  | Sia                              | 5:10 |
| 6   | Atlas                                    | Fanfarlo                         | 3:27 |
| 7   | Chop and Change                          | The Black Keys                   | 2:25 |
| 8   | Rolling in on a Burning Tire             | The Dead Weather                 | 3:53 |
| 9   | Let's Get Lost                           | Beck and Bat for Lashes          | 4:10 |
| 10  | Jonathan Low                             | Vampire Weekend                  | 3:32 |
| 11  | With You in My Head                      | UNKLE featuring The Black Angels | 4:43 |
| 12  | A Million Miles an Hour                  | Eastern Conference Champions     | 4:07 |
| 13  | Life on Earth                            | Band of Horses                   | 5:30 |
| 14  | What Part of Forever                     | Cee Lo Green                     | 3:57 |
| 15  | Jacob's Theme                            | Howard Shore                     | 2:27 |

## Hitnoteringen
Overzicht van het album in diverse hitlijsten.
| Land             | Hoogste positie |
| ---------------- | --------------- |
| Australië        | 2               |
| België (Vl.)     | 10              |
| België (Wa.)     | 4               |
| Denemarken       | 22              |
| Duitsland        | 4               |
| Finland          | 29              |
| Frankrijk        | 12              |
| Griekenland      | 1               |
| Mexico           | 7               |
| Nederland        | 52              |
| Nieuw-Zeeland    | 5               |
| Noorwegen        | 36              |
| Oostenrijk       | 1               |
| Spanje           | 12              |
| Verenigde Staten | 2               |
| Zwitserland      | 9               |

## The Twilight Saga: Eclipse - The Score
The Twilight Saga: Eclipse - The Score is de originele soundtrack die bestaat uit de volledige filmmuziek van de film The Twilight Saga: Eclipse uit 2010. Het album werd gecomponeerd door Howard Shore en werd op 29 juni 2010 uitgebracht door E1 Music. Het album is de tweede soundtrackalbum met de muziek uit de gelijknamige film.
De filmmuziek werd ook door Shore georkestreerd en gedirigeerd. In de Vlaamse Ultratop 100 Albums haalde het album plaats 63 als hoogste notering.

### Nummers
| Nr. | Titel                            | Duur |
| --- | -------------------------------- | ---- |
| 1   | Riley                            | 1:53 |
| 2   | Compromise / Bella's Theme       | 2:44 |
| 3   | Bella's Truck / Florida          | 1:50 |
| 4   | Victoria                         | 2:18 |
| 5   | Imprinting                       | 2:07 |
| 6   | The Cullens Plan                 | 2:19 |
| 7   | First Kiss                       | 2:00 |
| 8   | Rosalie                          | 4:09 |
| 9   | Decisions, Decisions...          | 1:50 |
| 10  | They're Coming Here              | 4:01 |
| 11  | Jacob Black                      | 2:13 |
| 12  | Jasper                           | 3:56 |
| 13  | Wolf Scent                       | 2:19 |
| 14  | Mountain Peak                    | 5:03 |
| 15  | The Kiss                         | 3:45 |
| 16  | The Battle / Victoria vs. Edward | 6:57 |
| 17  | Jane                             | 3:12 |
| 18  | As Easy as Breathing             | 3:21 |
| 19  | Wedding Plans                    | 6:12 |

### Hitnoteringen
| Land             | Hoogste positie |
| ---------------- | --------------- |
| België (Vl.)     | 63              |
| België (Wa.)     | 42              |
| Duitsland        | 43              |
| Verenigde Staten | 20              |